# Artròdesi
L'artròdesi, també coneguda com anquilosi quirúrgica o síndesi, és la inducció artificial (per cirurgia) de l'ossificació articular entre dos ossos, eliminant-ne així la mobilitat articular. Això es fa per alleujar el dolor intractable en una articulació que no es pot controlar mitjançant medicaments per al dolor, fèrules o altres tractaments normalment indicats. Les causes típiques d'aquest dolor són les fractures que alteren l'articulació, els esquinçaments greus i l'artritis. Es realitza amb més freqüència en les articulacions de la columna vertebral, la mà, el turmell i el peu.
Històricament, les artròdesis de genoll i maluc també es van realitzar com a procediments per alleujar el dolor, però amb els grans èxits aconseguits en l'artroplàstia de maluc i genoll, l'artròdesi d'aquestes grans articulacions s'han descartat com a procediment primari i ara només s'utilitza com a procediment d'últim recurs en algunes artroplàsties fallides.